# Fleet Street
A Fleet Street London óvárosának egyik fő utcája. Nyugatról a City of Westminster szélén lévő Temple Bar, keletről a Ludgate Circus határolja. Nevét London XIX. században lefedett földalatti folyójáról, a River Fleetről kapta.
A római kor óta fontos közlekedési útvonalként szolgált, a középkorban főleg itt zajlott a kereskedelmi tevékenység. Ebben az időszakban a vezető papság a Fleet Streeten élt, számos templom található az utcában, köztük a Temple Church és a St. Bride’s. A XVI. század elején a nyomtatásról és a kiadókról vált híressé, később ez a tevékenység fő iparággá nőtte ki magát, a XX. századra a legtöbb angol nemzeti lap innen működött. Az 1980-as években kiköltözött a kiadó ipar, miután a News International olcsóbb gyártási helyiségeket létesített Wappingban, de néhány korábbi hírlap épülete megőrzésre került. A Fleet Street továbbra is a brit sajtó szimbóluma, az egykor újságírókkal töltött vendéglői a mai napig népszerűek.
A Fleet Street jelentős számú emlékművel és szoborral büszkélkedik, ide értve a Temple Bar sárkányát, valamint az angol sajtó számos nagy alakjának, köztük Samuel Pepys és Lord Northcliffe emlékiratait. Az út Charles Dickens több munkájában megemlítésre kerül, továbbá otthont ad a kitalált gyilkosnak, Sweeney Toddnak.

## Elhelyezkedése

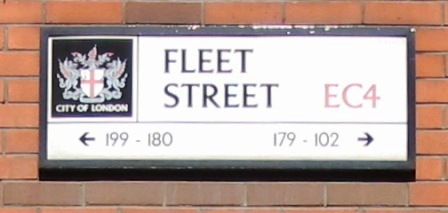
A Fleet Street utcatáblája. Az utcaszámozás a déli oldalon nyugatról keletre, az északi oldalon keletről nyugatra nő.

A Fleet Street a City of London nyugati szélén, Hampsteadtől a Temzéig folyó River Fleetről kapta a nevét. Középkori eredetű, a város egyik legrégebbi útja. A XIII. században Fleet Bridge Streetként ismerték, a korai XIV. századtól kezdték el Fleet Streetnek hívni.
A Temple Bartól nyugatra, a Strand folytatásaként húzódik a Trafalgar Square-től kezdődően. Keresztezi a Chancery Lane-t és a Fetter Lane-t, a londoni falnál a Ludgate Circus kereszteződésbe fut. Az út a London Hillben folytatódik. Az utcaszámozás a déli oldalon nyugatról keletre, az északi oldalon keletről nyugatra nő. Összeköti a város római és középkori határait, miután az utóbbit kiterjesztették. Az út Temple Bar és Fetter Lane közti szakasza az A4-es főút része.
A legközelebbi londoni metróállomások a Temple, Chancery Lane, és a Blackfriars, valamint közelében van a City Thameslink pályaudvar. A londoni buszok közül a 4-es, 11-es, 15-ös, 23-as, 26-os, 76-os és 172-es a Fleet Street teljes hosszán járnak, míg a 341-es a Temple Bar és a Fetter Lane között közlekedik.

## Történelme

### Korai történelem

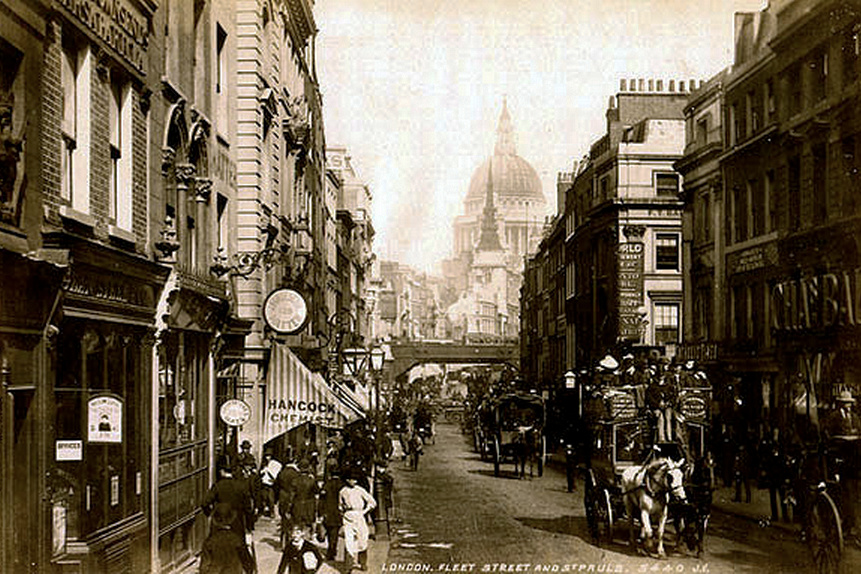
Fleet Street c. 1890

A Fleet Streetet a római Londonban építették főútvonalnak, bizonyítékok támasztják alá, hogy i. u. 200 körül egy út vezetett nyugatra a Ludgate-től. Helyi ásatások napvilágra hozták egy római amfiteátrum maradványait a Ludgate közelében, amin a Fleet börtön állt. Egyéb források szerint terület túl mocsaras volt a letelepedéshez. A szászok nem foglaltál el a római várost, de nyugatabbra megalapították Lundenwicet, amik ma az Aldwych és a Strand utak.
A középkorban a papok nagy része a Fleet Streeten élt, köztük a Salisbury és a St Davids püspökjei, valamint a Faversham, a Tewkesbury, a Winchcombe és a Cirencester apátjai. A közeli folyónak köszönhetően a bőrcserző ipar is a Fleet Streeten működött, az ebből származó szennyezés miatt szemetelési tilalmat vezettek be a XIV. század közepén. Sok taverna és bordély nyílt az út mentén, amikről már a XIV. századból is vannak dokumentációk. Feljegyzések szerint Geoffrey Chaucer két shilling bírságot kapott, amiért megtámadott egy papot a Fleet Streeten, bár a modern történészek szerint a történet hitelessége kétes.
A késői középkorban jellegzetes tájékozódási pont volt a terület vízellátásáért felelő vízvezető csatorna szökőkútja. Amikor VIII. Henrikhez való házassága után Boleyn Annát királynővé koronázták, a szökőkútból víz helyett bor folyt. A XVI. században a városhoz hasonlóan az utca is súlyosan túlzsúfolttá vált, ezért 1580-ban egy uralkodói rendelkezés betiltotta a további építkezéseket a Fleet Streeten. A kiáltványnak nem volt nagy hatása, folytatódtak az építkezések, különösképp fából. A Prince Henry’s Room 1610-ben épült és I. Jakab király legidősebb fia, Henry Frederick walesi herceg után kapta a nevét, aki nem élte meg, hogy apja nyomdokaiba léphessen.

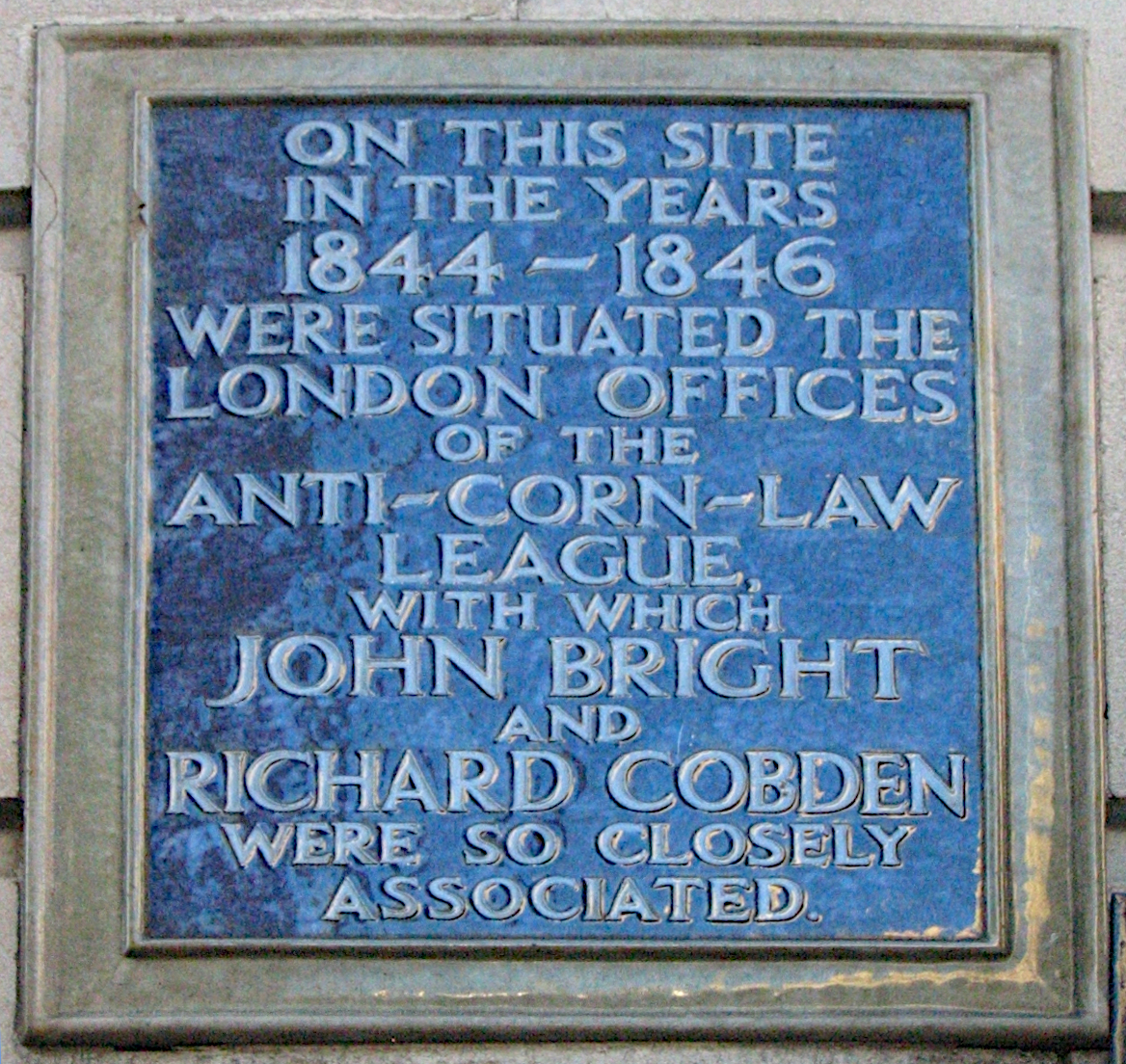
Az Anti-Corn Law League székhelyének emléktáblája a Fleet Street 67. falán

Az utca keleti részét elpusztította a Nagy londoni tűzvész 1666-ban, hiába a próbálták megmenteni a River Fleet bevonásával. A károk a Fetter Lane-ig terjedtek ki, a bírói szék a tűzkárosodott terület határán lévő Clifford’s Inn-ben ülésezett, hogy döntést hozzon az igényjogosultak ügyében. A házakat a tűz előtti formájukra építették vissza.
A korai XVIII. században a neve hírhedt felsőosztályból származó banda, a Mohocks vette irányítás alá az utcát, mindennapos erőszakot és vandalizmust okozva. A Mrs. Salmon’s Waxworks viaszszobor kiállítás 1711-ben nyílt meg a Prince Henry’s Roomban. Mrs. Salmon hátborzongató és fekete humorú munkáit állította ki, köztük I. Károly kivégzését; egy római hölgyet, Hermonie-t, akinek az apja úgy élte túl a rá kiszabott éheztetést, hogy lánya kebléből táplálkozott; valamint egy nőt, aki 365 gyermeknek adott életet egyszerre. A kiállítóterem volt William Hogarth kedvenc törzshelye, a XIX. századig működött. 1733-ban Maurice Greene zeneszerző az utcában nyitotta meg a The Apollo Society zeneklubot a Devil Tavernnél.
1763-ban John Wilkes támogatói, akik korábban Bute grófja megrágalmazásáért lettek letartóztatva, Bute elleni lázadás céljából elégettek egy csizmát az utca központi részén. Ennek eredményeként 1769 és 1794 között tüntetések és lázadások törtek ki a környéken.
A bőrcserzés más iparágakkal együtt jelentősen visszaesett miután a River Fleetet befedték 1766-ban. Az utcát kiszélesítették a késő XIX. században, amikor a Temple Bart lebontották, és megépítették a Ludgate Circust. Az Anti-Corn Law League székhelye a Fleet Street 67-es szám alatt volt, ma egy kék emléktábla jelöli a helyét.

### Nyomtatás és újságírás

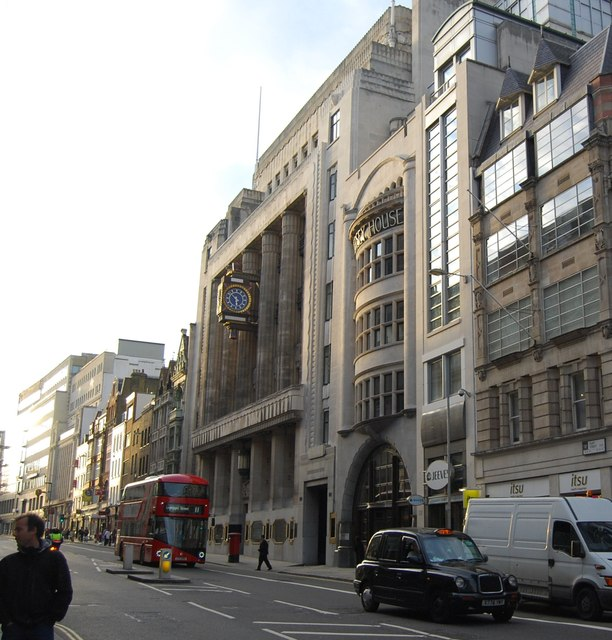
A Daily Telegraph Building korábbi irodái, Fleet Street 135–141.

A kiadási tevékenység 1500 környékén indult meg az utcában, amikor William Caxton gyakornoka, Wynkyn de Worde nyitott egy nyomdát a Shoe Lane közelében, nagyjából abban az időben, amikor Richard Pynson is megnyitotta a kiadó és nyomtató üzletét a St Dunstan templom mellett. Ezt követően több nyomda és kiadó nyílt, fő tevékenységük a környéken lévő négy londoni jogászkollégium ellátása volt, de könyveket és színműveket is kiadtak.
1702 márciusában megjelent London első újságjának, a Daily Courtantnek az első száma a Fleet Streeten. Ezt követte a Morning Chronicle. A John Murray kiadó 1762-ben nyitotta meg kapuit a Fleet Street 32-es szám alatt, és ott működött 1812-ig, amikor is az Ablemarle Streetre költözött át. Korlátozottá vált az újságok népszerűsége miután számos adót, köztük papíradót vetettek ki a XIX. század elején. 1858-ban a Peele’s Coffee-House kávéházban kezdett ülésezni a Society for Repealing the Paper Duty, a papíradó eltörlése céljából létrehozott bizottság. A társaság sikerrel járt, 1861-ben eltörölték az adót. Az újság adó 1855-ös eltörlésével együtt ez az újsággyártás nagymértékű növekedéséhez vezetett az utcában. A „filléres sajtó” (az újság 1 fillérbe került) népszerűvé vált az 1880-as években, az első újságok egy része nemzeti fontosságú lappá nőtte ki magát.
A XX. századra a Fleet Streetet és környékét a nemzeti sajtó és a hozzá kapcsolódó iparágak uralták. 1931-ben a The Daily Press átköltözött a 121-8-as szám alá, egy Sir Owen Williams által tervezett épületbe. Ez volt az első függönyfalas épület Londonban, 1989-ben kiköltözött az újság, majd 2001-ben pedig felújításra került. A The Daily Telegraph székhelye a Fleet Street 135-142 volt. Ezek az üzlethelyiségek műemlékké lettek nyilvánítva. Az 1930-as években a 65-ös szám alatt 25 különböző publikáció futott, ekkora már a brit háztartások döntő része a Fleet Streeten kiadott újságot vett.
1986-ban a News International tulajdonosa, Rupert Murdoch viszályt szított, amikor a The Times és a The Sun újságokat kiköltöztette a Fleet Streetről kelet Londonba, Wappingban lévő új üzlethelyiségekbe. Murdoch úgy gondolta, hogy lehetetlen nyereségesen újságot kiadni a Fleet Streeten, mivel a nyomtató szövetségek hatalma, ide értve a National Graphical Associationt (NGA) és a Society of Graphical and Allied Tradest (SOGAT) túl erős volt. Ezt a véleményt a miniszterelnök Margaret Thatcher is osztotta. A teljes Fleet Streeten dolgozó személyzet ki lett rúgva, és az Electrical, Electronic, Telecommunications and Plumbing Union dolgozóival lett helyettesítve Wappingban, új számítógép-vezérelt technológiát használva, ezzel idejétmúlttá téve a régi szövetségek hatalmát. Az ebből következő Wapping viszály egy évig tartó erőszakos lázadásokat szított a Fleet Streeten és Wappingban, de végül a többi kiadó is beállt a sorba és kiköltöztek a Fleet Streetről Canary Wharf és Southwark kerületekbe. A Reuters volt az utolsó nagy kiadó, ami elhagyta az utcát 2005-ben. Ugyanebben az évben a The Daily Telegraph és a Sunday Telegraph bejelentette, hogy 2006-ban visszaköltöznek Canary Wharfból London centrumába. Victoriában lévő új üzlethelyiségekbe.
Néhány kiadó nem hagyta el a Fleet Streetet. A D.C. Thomson & Co. londoni irodája, a The Beano kiadója, a 185-as szám alatt folytatta tevékenységét. A Commonwealth Broadcasting Association titkársága a 17-es szám alatt működik, együtt egy független hírlap kiadóval, a Wentworth Publishing-gal. A The Associated Pressnek is van egy irodája az utcába, ahogy a The Jewish Chronicle-nek is volt 2013-ig, amikor is átköltözött Golders Greenbe. A The British Association of Journalists a Fleet Street 83. alatt, a Metro International pedig a 85-ös szám alatt üzemel.
Bár sok kiemelkedő hírlap elhagyta az utcát, a név a mai napig a nyomtatás és publikálás iparágának szimbóluma. A szomszédos St Brides Lane-en található a St Bride Library, ami a gépíró- és nyomtatóipar szakirodalmának gyűjteményével büszkélkedik, valamint nyomtatás technológia és módszertan tanfolyamokat nyújt. A Magpie Alley falát díszíti egy freskó, ami a Fleet Street-i újságírás történelmét ábrázolja.
Az utolsó két újságíró, akik a Sunday Post-nak dolgoztak 2016-ban távoztak, amikor lap bezárta a londoni irodáit.

### Az újkori történelem

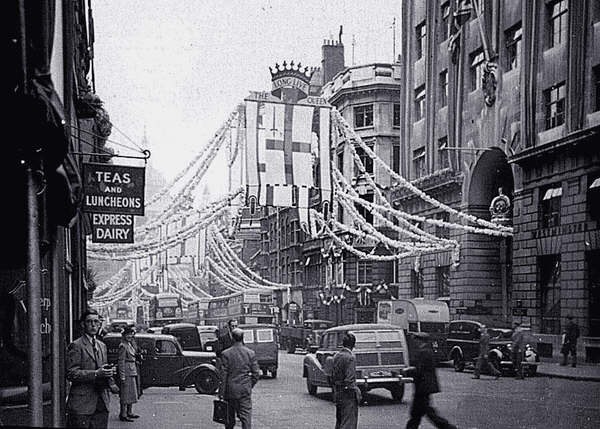
A Fleet Street 1953-ban, zászlók lógtak II. Erzsébet királyné koronázása alkalmából

A nyomdaipar uralma ellenére más iparágak is megjelentek az utcában. A The Automobile Association a Fleet Street 18. alatt nyitott meg 1905-ben. A nyomdaipar Wappingba való költözése óta az utcában főleg befektetési banki, jogi és számviteli tevékenységgel foglalkoznak. A környéken vannak például az ügyvédi kamarák és az Inns of Court londoni jogászkollégiumok, az egykori sajtóirodák pedig számos vállalat székhelyévé váltak. Ilyen például a Goldman Sachs, amelynek az irodái a régi Daily Telegraph és a Liverpool Echo épületeiben vannak.
A C. Hoare & Co, Anglia legrégebbi magánkézben lévő bankja 1672 óta a Fleet Streeten működik. A Child & Co, a Royal Bank of Scotland mára már teljesen mértékben birtokolt leányvállalata, magát a legrégebbi folyamatosan üzemelő banki intézménynek tartja. 1580-ban alapították, 1673 óta a Fleet Street 1.-ben üzemel a Temple Bar mellett. A Freshfields ügyvédi iroda 1990-ben költözött az utcába a 65-ös szám alá.

## Nevezetes épületek

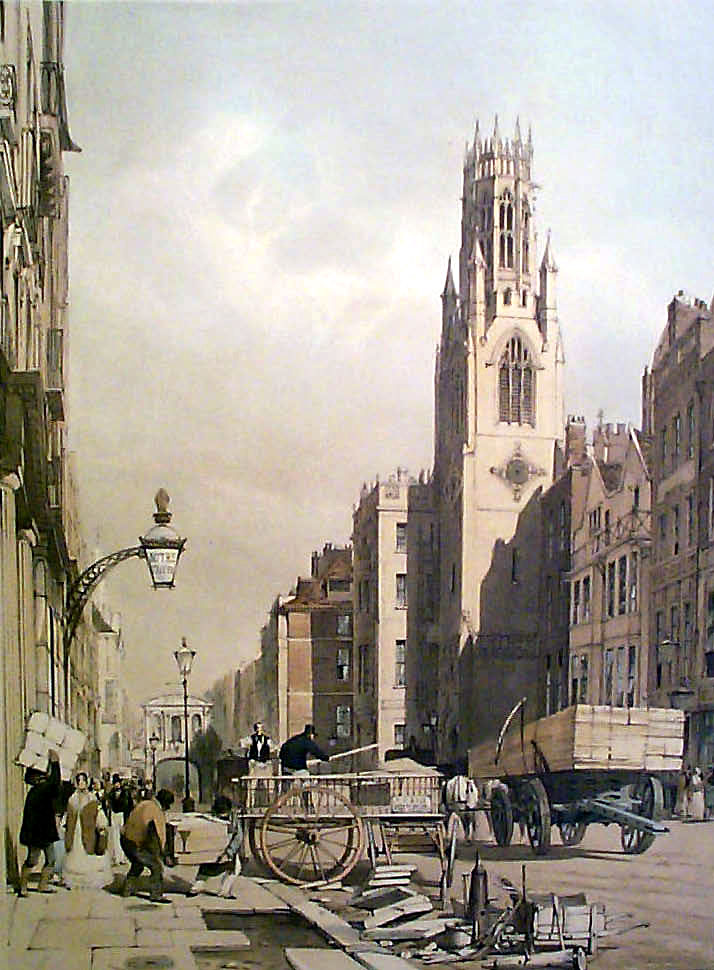
St-Dunstan-in-the-West a Fleet Streeten, 1842-ben

A középkor közepén az utcában voltak a vezető lelkészek londoni palotái. Néhány helynév még magán viseli ezt a hagyományt, ilyen a Peterborough Court és a Salisbury Court, amelyek püspökök házai voltak. A Whitefriars Street a Whitefriars kolostorról kapta a nevét, az altemplomának maradványai nyilvános helyen vannak feltárva. A Carmelite templom 1253-ban épült az utcában, de a reformáció alatt lerombolták 1545-ben.
Ma három templom szolgálja az utca három közösségének egyházi igényeit. A Temple Churchöt 1162-ben építette a templomos lovagrend. A St Bride’s templom a korai VI. században épült, később Sir Christopher Wren tervezte újra a keletebbre lévő St Mary Le Bow stílusában. Továbbra is a London Churchöt társítják leginkább a nyomdaiparral. A St Dunstan-in-the-West templom szintén a XII. században épült, helyi plébániaként működik, valamint otthont ad a londoni román ortodox egyháznak.

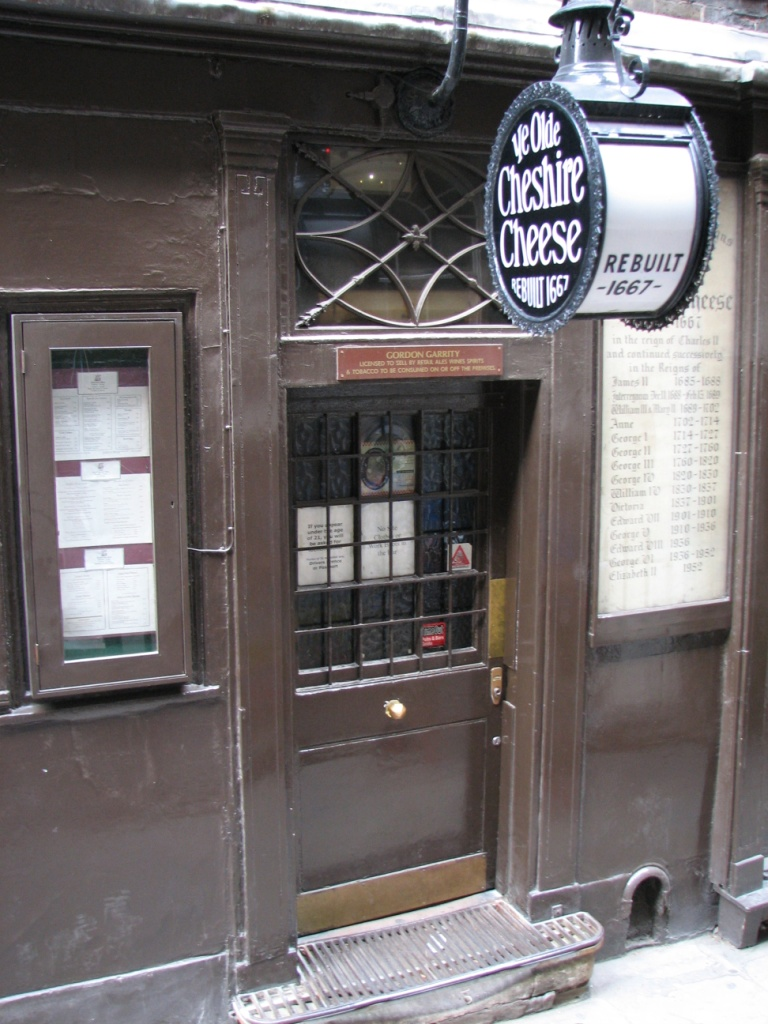
Ye Olde Cheshire Cheese

Délen fekszik egy jogi épületeiről híres terület, a The Temple, mely korábban a templomosokhoz tartozott. Itt található a négy londoni jogászkollégium, az Inner Temple és a Middle Temple. Sok ügyvédi iroda van a környéken, különösképp ügyvédi kamarák. A Middle Temple Lane-be vezető kapusházat Sir Christopher Wren építette 1648-ban. Nyugatra, a Strand kereszteződésénél a legfőbb királyi bíróság székhelye, az utca keleti részén pedig az Old Bailey található a Ludgate Circus közelében.
A belvárosból ki- és bevezető útként, a Fleet Street különösen hírhedt volt vendéglőiről és kávéházairól. Sok neves irodalmi és politikai személy töltötte itt az idejét, köztük Samuel Johnson, valamint számos újságíró, akik rendszeresen találkoztak a kocsmákban, hogy történeteket gyűjtsenek. Néhány vendéglátóhely, például a Ye Olde Cock Tavern a 22-es szám alatt, és a Ye Olde Cheshire Cheese a 145-ös szám alatt a XXI. században is működnek még, ezek műemlékké lettek nyilvánítva. Az El Vino’s borozó 1923-ban a 43-as szám alá költözött, hamar népszerűvé vált az ügyvédek és újságírók körében. 1982-ig nők nem léphettek be a bárba, ezután is csak bírósági végzéssel. A The Old Bank of England, ami 1888-tól 1975-ig az ország központi bankjának kereskedőháza volt, most egy műemlékké nyilvánított bárként üzemel.
1971 óta az utca déli része a Fleet Street Conservation Area része, ami biztosítja az épületek rendszeres karbantartását és az utca karakterének megőrzését. A területet 1981-ben kiterjesztették az északi oldalra is.

## Műemlékek és szobrok

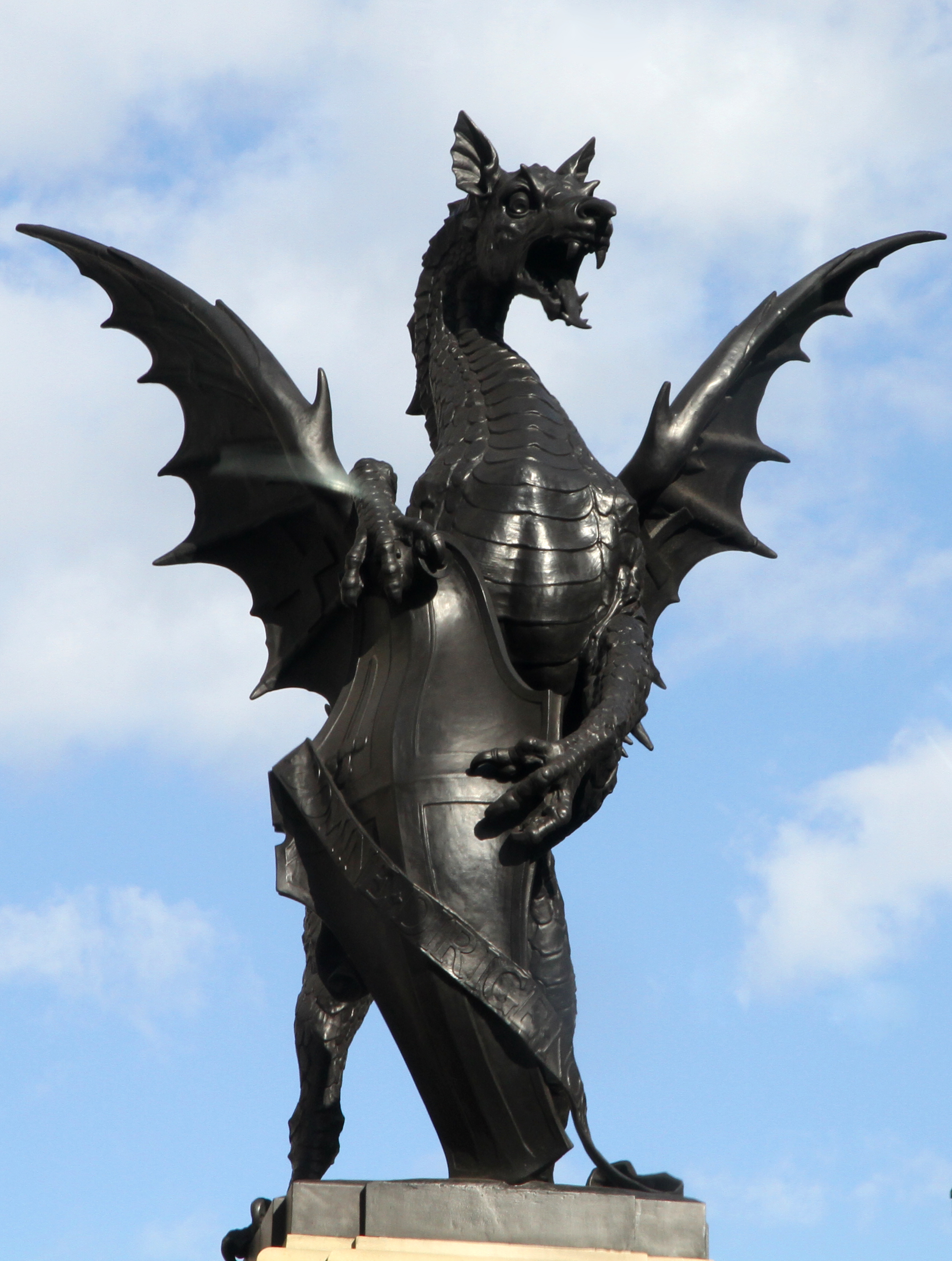
A Temple Bar Marker, a City of London egyik határjelzője

A Fleet Street környéke számos szoborral és emlékművel büszkélkedik, melyek kiemelkedő történelmi és közéleti személyek előtt tisztelegnek. Az utca északkeleti sarkában található Edgar Wallace mellszobra, és I.Mária skót királynő életnagyságú szobra a 143-144-es házszám első emeletén, ami John Tollemache Sinclair megbízására készült. A St Dunstan’s régi iskolaépületének bejárata felett áll I. Erzsébet királynő szobra, melyet William Kerwin készített 1586-ban. Eredetileg a Ludgate kaput díszítette, de az 1776-os lerombolását követően került át a St Dunstan’s templomba. A szomszédságában található az lapkiadó tulajdonos Lord Northcliffe mellszobra, aki a Daily Mail és a Daily Mirror társalapítója volt. A Fleet St 2-es szám alatt áll az ír újságíró és parlamenti képviselő, T. P. O’Connor mellszobra, amit F. W. Doyle-Jones készített 1934-ben.
Az utca déli részén lévő műemlékek között található a Temple Bar emlékműve, ahol a kapu állt 1878-ig. Sir Horace Jones tervezte 1880-ban, a tetején egy griff szobor áll (innen származik a „the Griffin” becenév), az oldalán lévő fülkében pedig egy Viktória királynő szobor található.
Az Inner Temple Gardensben található Charles Lamb emlékműve. A Salisbury Square-en áll a Robert Waithmanról, 1823 és 1833 között London polgármesteréről megemlékező obeliszk, és egy kék emléktábla, ami Samuel Pepys naplóíró és haditengerészeti titkár szülőhelyét jelöli.

## Említésre méltó lakosok
Számos író és politikus neve fűződik a Fleet Streethez, akár mint lakos, akár mint a vendéglők rendszeres látogatója. Ilyen nevek Ben Jonson, John Milton, Izaak Walton, John Dryden, Edmund Burke, Oliver Goldsmith és Charles Lamb. A szótárszerkesztő Samuel Johnson a Fleet Street melletti Gough Square-en élt, 1748 és 1759 között; az épület még ma is áll. John Senex térképésznek egy The Sign of the Globe nevű térképboltja volt a Fleet Streeten 1725-től az 1736-ban bekövetkezett haláláig. Wynkyn de Worde a St. Bride’s templomban lett eltemetve 1535-ben, nemmásképp Richard Lovelace 1657-ben, Samuel Pepys pedig itt lett megkeresztelve 1633-ban.
A Királyi Természettudományos Társaság székhelye a Crane Courtban volt 1710-től 1782-ig, amikor átköltözött a Stranden található Somerset House-ba.

## Kulturális vonatkozások
A borbély Sweeney Todd a történet szerint a Fleet Streeten élt és dolgozott a XVIII. században, ahol vendégeit meggyilkolta és maradványaikkal húsos pitéket töltött meg. A kitalált sorozatgyilkos a XIX. század közepétől kezdve számos angol nyelvű műben megjelent. A történetnek több adaptációja is van, köztük George King 1936-os filmje, az 1979-es Stephen Sondheim musical, és az ezen alapuló 2007-es Tim Burton film, mindnek „Sweeney Todd – A Fleet Street démoni borbélya” a címe.
A Fleet Street Charles Dickens több művében is említésre kerül. A Pickwick Klub névadó klubja az utcában található, ahogy a Két város regénye című műben lévő Tellson’s Bank is. A költő John Davidson két műve is Fleet Street Eclogues címet kapta a késő XIX. században. Arthur Ransome írt egy fejezetet a Bohemia in London című művében az utca korábbi lakóiról: Ben Jonson, a szótáríró, Coleridge, Hazlitt és Lamb; valamint a Temple Barról és a Press Clubról.
A Fleet Street az egyik kocka a British Monopoly táblán, egy csoportban a Stranddal és a Trafalgar Square-rel. Az egyik szerencsekártyát a játékban, “Megnyertél egy keresztrejtvényfejtő versenyt, kapsz 100 fontot” az 1930-as években a Fleet Streeten megjelenő újságokban meghirdetett versenyek ihletették, különösképp a Daily Mail és a Daily Express.

## Idézetek
- Bellot, Hugh Hale Leigh. The Inner and Middle Temple: Legal, Literary, and Historic Associations. Methuen & Co. (1902)
- Brooke, Alan. Fleet Street: The Story of a Street. Amberley Publishing (2010). ISBN 978-1-4456-1138-9
- Hampton, Mark. Visions of the Press in Britain, 1850–1950. University of Illinois Press (2004). ISBN 978-0-252-02946-2
- Moore, Tim. Do Not Pass Go. Vintage (2003). ISBN 978-0-09-943386-6
- Weinreb, Ben. The London Encyclopaedia. Pan MacMillan (2008)
- Fleet Street Conservation Area Character Study (PDF) (Report). Corporation of London. 1996. Archived from the original (PDF) on 4 March 2016. Retrieved 29 December 2015.

## További irodalom
- John Timbs (1867), "Fleet-Street", Curiosities of London (2nd ed.), London: J.C. Hotten, OCLC 12878129
- Herbert Fry (1880), "Fleet Street", London in 1880, London: David Bogue. (bird's eye view)
- Wilfred Whitten (1913), "Street of the Ready Writers", A Londoner's London, London: Methuen & Co.. (about Fleet Street)
- Fleet Street, London, Let's Go, 174. o. (1998)

## Fordítás
Ez a szócikk részben vagy egészben  a   Fleet Street című angol Wikipédia-szócikk ezen változatának fordításán alapul.  Az eredeti cikk szerkesztőit annak laptörténete sorolja fel. Ez a jelzés csupán a megfogalmazás eredetét és a szerzői jogokat jelzi, nem szolgál a cikkben szereplő információk forrásmegjelöléseként.